# Seth-Peribsen
Seth-Peribsen was de zesde koning (farao) van de 2e dynastie. De koning is ook wel bekend onder de naam Horus-Sechemib ("Sterk van hart") later werd hij bekend als Seth-Per-ib-sen ("Hun wil is uitgekomen.").

## Biografie
Volgens Manetho regeerde hij 11 jaar. Hij is de enige Egyptische koning die een Seth-naam gedragen heeft. Blijkbaar waren er ernstige interne spanningen tussen Opper- en Neder-Egypte tijdens zijn regering, die een religieus karakter aannamen, waardoor de strijd voorgesteld werd als een afspiegeling van de mythologische strijd tussen Horus en Seth. Daar hij zijn naam veranderde wordt aangenomen dat de Seth-strekking de overhand kreeg. Waarschijnlijk kwam deze farao dan ook uit het noorden. Onder zijn regering werd de macht steeds meer verspreid tussen Opper- en Neder-Egypte aan kleine onderkoninkjes.

## Bewijzen / documenten
- Graftombe in Abydos (P).
- Granieten grafstèle uit Abydos.
- Zegelafdruk gevonden in Elephantine.